# Лендо Ванната
Лендон Ентоні «Лендо» Ванната (англ. Landon Anthony "Lando" Vannata; 14 березня 1992, Нептун-Сіті, Нью-Джерсі, США) — американський професійний боєць змішаних бойових мистецтв, що наразі виступає під егідою UFC. Свою професійну кар'єру розпочав у 2012 році.

## Ранні роки
Ванната народився у Нептун-Сіті, штат Нью-Джерсі. У 13 років почав займатися боротьбою і бразильським джіу-джитсу. Продовжив займатися боротьбою в униіверситеті, але був виключений з нього після першого семестру. Після виключення перебрався до Альбукерке (штат Нью-Мексико), щоб приєднатися до Академії ДжексонВінк (анг. JacksonWink Academy).

## Кар'єра у змішаних бойових мистецтвах

### Початок кар'єри
Дебютував в ММА у травні 2012 року, здобувши перемогу технічним нокаутом на Адріаном Аподакою. У подальшому провів іще сім переможних боїв, довівши свій рекорд до 8-0, після чого перейшов до UFC.

### Ultimate Fighting Championship
Після того, як інший боєць Майкл К'єза зазнав ушкодження, Ванната за два тижні до бою погодився зустрітися із третім номером рейтингу легкої ваги Тоні Фергюсоном. Бій відбувся 16 липня 2016 року. Здивувавши Фергюсона своїм стилем, Ванната вдало діяв у першому раунді і був близький до перемоги нокаутом, проте витратив забагато сил і програв задушливим прийомом у другому раунді. За цей бій отримав приз «Бій вечора».
10 грудня 2016 року зустрівся із Джоном Макдессі на турнірі UFC 206 Ванната переміг ефектним нокаутом після удару ногою з обороту, за що отримав нагороду «Виступ вечора»..
Після цього, 4 березня 2017 року вийшов на бій із Девідом Теймуром на UFC 209. Ванната неочікувано програв за рішенням суддів.
Планувалося, що наступним суперником Ваннати стане Абель Трухільо. Однак згодом Трухільо був замінений на Боббі Гріна, причина такої заміни не розголошувалась. Під час бою Ванната завдав Гріну забороненого удару коліном, за що рефері Херб Дін зняв із нього один бал. У підсумку саме цього балу не вистачило для перемоги; бій завершився внічию роздільним рішенням суддів (29-27, 27-29 та 28-28). Отримав нагороду «Бій вечора».
Ходили чутки також про можливий бій Ваннати із Гілбертом Бернсом, який мав відбутися 14 квітня 2018 року. Тим не менш, Ванната не встиг відновитись від травми руки, через що бій так і не відбувся.
Натомість 7 липня 2018 року на UFC 226 Ванната зустрівся із Драккаром Клозе. У трираундовому бою судді віддали перемогу Клозе.
Після поразки від Клозе, Ванната залишив Академію ДжексонВінк вслід за Дональдом Серроне, розпочавши тренування в BMF Ranch і Jackson's MMA Association Gym.
3 листопада 2018 року зустрівся із Меттом Фреволою на турнірі UFC 230. Бій завершився внічию за рішенням більшості суддів.
Незабаром після цього Ванната оголосив про те, що став вільним агентом. Однак вже на початку 2019 року підписав новий чотирирічний контракт із UFC.
10 лютого отримав бій із новачком UFC Маркосом Розою Маріано на турнірі UFC 234. Ванната здобув перемогу підкоренням у першому раунді.
На 28 вересня 2019 року заплановано бій Ваннати із Марком Діакізе у Копенгагені.

## Нагороди

### Змішані бойові мистецтва
- Ultimate Fighting Championship
  - Бій вечора (тричі)  проти Тоні Фергюсона, Девіда Теймура та Боббі Гріна
  - Виступ вечора (один раз)  проти Джона Макдессі

- MMADNA.nl
  - Нокаут року 2016 проти Джона Макдессі[30]

## Рекорд
| Професійна кар'єра бійця |           |           |
| Боїв 0                   | Перемог 0 | Поразок 0 |

| Результат | Рекорд | Суперник             | Спосіб                          | Турнір                                       | Дата             | Раунд | Час  | Місце                         | Примітки                                                           |
| --------- | ------ | -------------------- | ------------------------------- | -------------------------------------------- | ---------------- | ----- | ---- | ----------------------------- | ------------------------------------------------------------------ |
| Перемога  | 10–3–2 | Маркос Роза Маріано  | Підкорення (кімура)             | UFC 234                                      | 10 лютого 2019   | 1     | 4:55 | Мельбурн, Австралія           |                                                                    |
| Нічия     | 9–3–2  | Метт Фревола         | Нічия (більшість)               | UFC 230                                      | 3 листопада 2018 | 3     | 5:00 | Нью-Йорк, Нью-Йорк, США       |                                                                    |
| Поразка   | 9–3–1  | Драккар Клозе        | Рішення (одностайне)            | UFC 226                                      | 6 липня 2018     | 3     | 5:00 | Лас Вегас, Невада, США        |                                                                    |
| Нічия     | 9–2–1  | Боббі Грін           | Рішення (роздільне)             | UFC 216                                      | 7 жовтня 2017    | 3     | 5:00 | Лас Вегас, Невада, США        | Із Ваннати знято один біл за удар коліном. Бій вечора              |
| Поразка   | 9–2    | Девід Теймур         | Рішення (одностайне)            | UFC 209                                      | 4 березня 2017   | 3     | 5:00 | Лас Вегас, Невада, США        | Бій вечора.                                                        |
| Перемога  | 9–1    | Джон Макдессі        | Нокаут (удар ногою з розвороту) | UFC 206                                      | 10 грудня 2016   | 1     | 1:40 | Торонто, Онтаріо, Канада      | Виступ вечора.                                                     |
| Поразка   | 8–1    | Тоні Фергюсон        | Підкорення (задушливий прийом)  | UFC Fight Night: McDonald vs. Lineker        | 13 липня 2016    | 2     | 2:22 | Су-Фолс, Південна Дакота, США | Бій вечора.                                                        |
| Перемога  | 8–0    | Раміко Блакмон       | Технічний нокаут (удари)        | TSE: Rocky Mountain Rubicon 2                | 30 квітня 2016   | 1     | 2:06 | Пуебло, Колорадо (штат), США  | Виграв чемпіонат Top Shelf Entertainment Lightweight Championship. |
| Перемога  | 7–0    | Чед Каррі            | Технічний нокаут (удари)        | RFA 32: Blumer vs. Higo                      | 6 листопада 2015 | 1     | 1:29 | Прайор-Лейк, Міннесота, США   |                                                                    |
| Перемога  | 6–0    | Сантана-Сол Мартінес | Підкорення (трикутник)          | Nemesis Promotions: High Altitude Face Off 7 | 6 грудня 2014    | 1     | 1:11 | Аламоса, Колорадо (штат), США |                                                                    |
| Перемога  | 5–0    | Брюс Рейс            | Підкорення (удар п'ятою)        | Jackson's MMA Series 13                      | 22 серпня 2014   | 2     | 1:07 | Пуебло, Колорадо (штат), США  |                                                                    |
| Перемога  | 4–0    | Мітсуйоші Накаі      | Підкорення (удушення)           | Pancrase 255                                 | 8 грудня 2013    | 1     | 4:13 | Токіо, Японія                 | Бій у напівсередній вазі.                                          |
| Перемога  | 3–0    | Дж. П. Різ           | Рішення (роздільне)             | Xtreme FC 25: Boiling Point                  | 6 вересня 2013   | 3     | 5:00 | Альбукерке, Нью-Мексико, США  |                                                                    |
| Перемога  | 2–0    | Антоніо Рамірез      | Підкорення (удушення)           | Kamikaze Fight League 2                      | 29 травня 2013   | 1     | 2:11 | Пуерто Вальятра, Мексика      |                                                                    |
| Перемога  | 1–0    | Адріан Аподака       | Технічний нокаут (удари)        | Mescalero Warrior Challenge 2                | 12 травня 2012   | 1     | 2:38 | Мескалеро, Нью-Мексико, США   |                                                                    |